# 彼得羅皮利亞 (庫皮揚斯克區)
49°38′47″N 37°8′2″E / 49.64639°N 37.13389°E
彼得羅皮利亞（烏克蘭語：Петропілля）是位於烏克蘭東部的村莊，由哈爾科夫州庫皮揚斯克區的舍夫琴科韦市镇負責管轄。該村處於中巴拉克利卡河畔，始建於1815年，面積1.42平方公里，海拔高度126米，2001年人口355。